# Jan-Ove Waldner
Jan-Ove Waldner (Estocolmo, Suecia, 1965), apodado Lǎo Wǎ (老瓦) ("El viejo Wa" Waldner) y Cháng Qīng Shù (常青树) ("Árbol de hoja perenne") en China, es un exjugador de tenis de mesa sueco, que algunos consideran el mejor de toda la historia de este deporte. Con un juego ofensivo muy vistoso, Waldner aumentó la popularidad de este deporte a lo largo de una carrera anormalmente extensa en el tenis de mesa al más alto nivel.
En 1982, con menos de 17 años, Waldner fue subcampeón de Europa absoluto y en 1983 subcampeón del mundo por equipos, en 1989 conquistó su primer campeonato del mundo individual y por equipos, y en 1992 fue campeón olímpico individual en Barcelona. En 1997, ya superados los 30 años, consiguió su segundo campeonato del mundo individual, en el 2000 su cuarto campeonato del mundo por equipos y la medalla de plata individual en la olimpiada de Sídney, y en los juegos olímpicos de 2004 en Atenas, ya con 39 años, consiguió ser semifinalista en individuales.
En 2003 fue incluido en el Salón de la Fama del Tenis de Mesa.
Cuando se quiso nombrar al mejor deportista sueco de todos los tiempos, Waldner quedó en tercer lugar. Los éxitos incluyen el oro olímpico, así como el doble oro en la Copa del Mundo en individuales, cuatro oros en la Copa del Mundo por equipos y siete victorias en el Top 12 europeo. Dos veces recibió la medalla de oro del Svenska Dagbladet ("Bragdguldet"): en 1989 como parte del equipo dorado del Mundial y en 1992 solo (después del oro olímpico). Waldner es la primera persona, y hasta ahora la única, de un país no asiático en ganar una medalla de oro olímpica en tenis de mesa.

## Biografía
Jan-Ove Waldner es hijo de Åke y Marianne Waldner. Tiene un hermano, Kjell-Åke. Sus padres descubrieron su talento para el tenis de mesa cuando tenía cinco años, y a los seis empezó a jugar en un club.  Su potencial atlético fue reconocido a una edad temprana y se mostró en 1982 cuando, con 16 años, llegó a la final de los Campeonatos de Europa, perdiendo ante su distinguido compañero de equipo zurdo Mikael Appelgren, quien era visto entonces como el sucesor lógico del primer campeón mundial sueco, Stellan Bengtsson. Mientras aún desarrollaba su juego, Waldner, junto con otros jugadores suecos, viajó a un campo de entrenamiento de nivel nacional celebrado en China, y se dice que quedó sorprendido por la dedicación y solidaridad de los jugadores chinos. Desde entonces ha afirmado que aprendió mucho durante su estancia, y a partir de entonces comenzó a considerar su oportunidad de triunfar en el tenis de mesa como algo primordial.

### Primeros éxitos
A principios de la década de 1980, Jan-Ove Waldner se convirtió rápidamente en uno de los líderes de la nueva generación de jóvenes jugadores de tenis de mesa, tras los anteriores dominadores suecos Hans Alsér, Kjell Johansson y Stellan Bengtsson. Ganó su primer título internacional individual absoluto (a los 16 años) en el Abierto de Israel de 1981. Al año siguiente alcanzó su primera medalla en un gran campeonato, al disputar la final individual de los Campeonatos de Europa. En 1983 ganó el primer gran título internacional sénior en el SOC, y en 1984 conquistó el oro europeo Top 12 (por primera vez de siete).
Durante el resto de la década de 1980, Waldner se consolidó como uno de los líderes de una selección masculina sueca de gran éxito, compitiendo principalmente con Mikael Appelgren, Erik Lindh y Jörgen Persson. Suecia conquistó varios oros por equipos en Campeonatos de Europa y Campeonatos del Mundo y emergió con una amplia cima con pocos iguales en la historia del tenis de mesa europeo, aparte de Hungría.
En 1989, Jan-Ove Waldner ganó por primera vez el Campeonato del Mundo individual, mientras que el equipo masculino ganó también el Campeonato del Mundo por equipos. Los éxitos simultáneos durante el año fueron recompensados con la Beca Victoria a Waldner y el Svenska Dagbladets guldmedalj al equipo nacional. Al año siguiente, Waldner ganó la Copa del Mundo en individuales.

### Décadas de 1990 y 2000
En los Juegos Olímpicos de verano de 1992 en Barcelona, Waldner ganó la única medalla de oro olímpica de Suecia en los Juegos, con su victoria en la final de individuales sobre Jean-Philippe Gatien. Con esta victoria, Waldner se convirtió en el primer jugador de tenis de mesa en ganar todos los grandes títulos internacionales individuales, el llamado Grand Slam. Es de notar que el tenis de mesa apareció por primera vez en un contexto olímpico en 1988. Ese mismo año, también fue galardonado por segunda vez con el "Bragdguldet" (esta vez individual).
En la década de 1990, Jan-Ove Waldner fue desafiado como número uno de Suecia por una nueva generación de jugadores, entre ellos Peter Karlsson (jugador de tenis de mesa) (Campeonato de Europa individual 2000). Sin embargo, Waldner -al igual que su compañero de generación Jörgen Persson- continuó su carrera internacional con gran éxito hasta los 40 años. En 1996, Waldner ganó por primera vez el Campeonato de Europa individual, y ese mismo año conquistó su séptimo título de Top 12 europeo.
Al año siguiente ganó por segunda vez el Campeonato del Mundo individual. Fue en los Campeonatos Mundiales de Manchester (1997), donde Waldner superó el torneo con una puntuación combinada de sets de 21-0, algo que nadie había logrado antes ni después (anotado en 2016). 
Waldner ganó su última medalla en el Campeonato de Europa en Zagreb 2002, oro con el equipo masculino, y su última medalla en el Campeonato del Mundo en Osaka 2001, bronce con el equipo masculino. 2002 fue el último año en que Waldner (que entonces tenía 37 años) se clasificó entre los diez mejores jugadores individuales del mundo. En 2004, creó la fiebre del ping-pong en Suecia cuando llegó lejos en el torneo individual masculino de los Juegos Olímpicos de Atenas. En semifinales, perdió contra el coreano Ryu Seung-min, que luego ganó el torneo. En el partido por la medalla de bronce contra Liqin Wang también perdió 1-4 y acabó cuarto.
Waldner era adicto al juego y perdió gran parte de su fortuna por ello.

### Continuación en Suecia y como veterano
A nivel nacional, Jan-Ove Waldner tuvo éxito durante varios años, jugando tanto en la Liga de Ping-Pong como en el Campeonato de Suecia. En 2010, ganó su noveno y último oro del Campeonato de Suecia en individuales.
El 11 de febrero de 2016, Waldner jugó su último partido en la Liga de ping-pong, poniendo fin así a una larga y muy exitosa carrera.
Incluso después de los éxitos internacionales en grandes campeonatos, Waldner se ha distinguido en diversos contextos. Entre otras cosas, ha logrado buenos resultados a nivel de veteranos y ganó la primera edición del ITTF Legends Tour en individuales contra Jean-Michel Saive en 2014.

### Clubes
- 1971–1984 – Stockholms Spårvägars GoIF (Suecia)
- 1984–1987 – ATSV Saarbrucken (Alemania)
- 1987–1991 – Stockholms Spårvägars GoIF (Suecia)
- 1991–1995 – Ängby SK (Suecia)
- 1995–2003 – Kalmar BTK (Suecia)
- 2003–2005 – SV Weru Pluderhausen (Alemania)
- 2005–2012 – TTC Röhn-Sprudel Fulda-Maberxell (Alemania)
- 2012–2016 – Spårvägens BTK (Suecia)
- Källor:[14]

## Campeonatos del mundo
- 1983  Plata por equipos
- 1985  Plata por equipos
- 1987  Plata en individuales,  Plata por equipos
- 1989  Oro en individuales,  Oro por equipos
- 1991  Plata en individuales,  Oro por equipos
- 1993  Bronce en individuales,  Oro por equipos
- 1995  Plata por equipos
- 1997  Oro en individuales (21-0 en juegos),  Plata en dobles
- 1999  Bronce en individuales
- 2000  Oro por equipos

## Juegos olímpicos
- 1988 Cuartos de final en individuales, cuartos de final en dobles
- 1992  Oro en individuales
- 1996 Octavos de final en individuales, cuartos de final en dobles
- 2000  Plata en individuales, octavos de final en dobles
- 2004 Cuarto en individuales, cuartos de final en dobles

## Campeonatos de Europa
- 1982  Plata en individuales
- 1984  Plata en dobles,  Bronce por equipos
- 1986  Oro en dobles,  Oro por equipos
- 1988  Oro en dobles,  Oro por equipos
- 1990  Oro por equipos
- 1992  Plata en dobles,  Oro por equipos
- 1994  Plata en individuales,  Plata por equipos
- 1996  Oro en individuales,  Oro en dobles,  Oro por equipos
- 2000  Oro por equipos
- 2002  Oro por equipos

## Campeonatos de Suecia
- 1981  Oro en dobles
- 1982  Oroen dobles
- 1983  Oro en individuales
- 1984  Oro en individuales
- 1986  Oro en individuales,  Oro en dobles
- 1987  Plata en dobles
- 1989  Oro en individuales,  Plata en dobles
- 1991  Oro en individuales,  Oro en dobles
- 1992  Oro en dobles
- 1993  Plata en dobles
- 1994  Plata en individuales,  Oro en dobles
- 1996  Oro en individuales
- 1997  Oro en individuales,  Plata en dobles
- 1999  Oro en dobles
- 2006  Oro en individuales
- 2010  Oro en individuales

## Títulos individuales en otras competencias
55 títulos individuales en campeonatos internacionales, campeonatos internacionales abiertos y torneos por invitación.
Incluye:
- 1981 - Abierto de Israel
- 1982 - Abierto de Seúl, Gala de Viena
- 1983 - Open de Suecia (SOC)
- 1984 - Top-12 de Europa, Copa de Alemania
- 1985 - Open de Polonia
- 1986 - Top-12 europeo, Open de Alemania, Open de Francia
- 1988 - Top-12 europeo, Campeonatos Nórdicos, Abierto de Francia, Torneo Euro-Asia, Copa Pondus
- 1989 - Copa del Mundo, Top-12 europeo, Stiga Grand Prix Masters, Copa del Presidente del COI
- 1990 - Copa del Mundo, US Open, Open de Japón, Circuito Mundial de las Estrellas (x2)
- 1991 - Open de Japón, Circuito Mundial de las Estrellas (x2), Copa Pondus
- 1992 - Juegos Olímpicos, Open de Francia, Circuito Mundial de las Estrellas (x2), Copa de Europa de Maestros, Gran Premio de París
- 1993 - Top-12 de Europa, Circuito Mundial de las Estrellas (x2), Copa de Europa de Maestros, Copa Danske Bank, Copa de Alemania
- 1995 - Top-12 de Europa, Abierto de Finlandia
- 1996 - Campeonato de Europa, Top-12 de Europa, Open de Yugoslavia, Open de Francia, Gran Premio de Alemania, Torneo Memorial de Estonia
- 1997 - Copa del Mundo, Open de Catar, Open de Japón, Copa de Alemania
- 1998 - Copa Pondus
- 2000 - Copa Pondus
- 2003 - Supercircuito